# پیر بردی (بازیکن فوتبال)
پیر بردی (انگلیسی: Pierre Bardy؛ زادهٔ ۲۷ اوت ۱۹۹۲) بازیکن فوتبال اهل فرانسه است.